# Trachycephalus venulosus
Trachycephalus venulosus és una espècie de granota que es troba a l'Argentina, Belize, Bolívia, el Brasil, Colòmbia, Costa Rica, l'Equador, El Salvador, Guaiana Francesa, Guatemala, Guyana, Hondures, Mèxic, Nicaragua, Panamà, el Paraguai, el Perú, Surinam, Trinitat i Tobago i Veneçuela.